# Boris Kidrič
Boris Kidrič, slovenski komunist, partizan, politik, prvoborec in narodni heroj, * 10. april 1912, Dunaj, Avstro-Ogrska, † 11. april 1953, Beograd, Jugoslavija.
Kidrič je bil eden od glavnih komunističnih revolucionarjev, organizatorjev slovenskih partizanov, slovenskega upora proti okupaciji nacistične Nemčije in fašistične Italije po operaciji Barbarossa junija 1941. Bil je tudi vodja Osvobodilne fronte slovenskega ljudstva. Imel je ključno vlogo v protifašističneem osvobodilnem boju v Sloveniji med letoma 1941 in 1945. Po drugi svetovni vojni je bil Kidrič skupaj z Edvardom Kardeljem vodilni slovenski politik v komunistični Jugoslaviji. 

## Biografija

### Zgodnja leta življenja in političnega delovanja
Boris Kidrič se je rodil na Dunaju kot sin znanega slovenskega liberalnega intelektualca in literarnega zgodovinarja Franceta Kidriča (1880–1950). Gimnazijo je obiskoval in zaključil v Ljubljani, nakar je nekaj časa študiral kemijo na ljubljanski univerzi in v Pragi. Študija ni zaključil. V višjih razredih gimnazije se je Boris začel seznanjati z marksizmom in se 1927 vključil v delo marksističnih krožkov, v naslednjem letu pa je postal član SKOJ, kmalu zatem pa tudi član Komunistične partije Jugoslavije. V začetku 30. let se je na prigovarjanje Vlada Kozaka včlanil v Komunistično partijo Jugoslavije. Ob Kardelju je postal eden najvidnejših slovenskih komunistov predvojnega obdobja mlajše generacije. 
Komunistična partija je bila v takratni Kraljevini Jugoslaviji prepovedana, zato se je v predvojnem obdobju nekajkrat znašel v zaporu. Leta 1929 je vodil akcije tako v Ljubljani kot v Rogaški Slatini. Sam je razmnoževal letake, ki so obsojali diktaturo kralja Aleksandra. Novembra istega leta je bil kot dijak osmega razreda gimnazije zaradi komunistične dejavnosti aretiran in obsojen na leto dni zapora v mariborski kaznilnici. Tu se je srečal z mnogimi komunisti, ki so ga bolje podučili o zaroti in organizaciji. Kasneje je nekaj časa živel v Pragi in Parizu, kjer se je pod zaščito Kominterne zbirala glavnina jugoslovanskih komunistov. Leta 1937 je bil Kidrič eden od ustanoviteljev Komunistične partije Slovenije. Bil je tudi sekretar CK SKOJ v letih 1935-39.

### V 2. svetovni vojni
Po paktu Ribbentrop-Molotov 1939 in nacistično-komunističnem razkosanju Poljske se je skupaj z drugimi komunisti vrnil v Jugoslavijo, kjer je zagovarjal "pravoverno" prosovjetsko linijo, zaradi katere so se nekateri do tedaj vidni komunisti razšli s KP oz. so jih izključili iz nje,  1940 pa je v imenu KPS dosegel sporazum o sodelovanju s krščanskimi socialisti in levim krilom Sokola. Na 5. državni konferenci KPJ v Zagrebu je postal član CK KPJ.
Kmalu po napadu okupacijskih sil na kraljevino Jugoslavijo 6. aprila 1941 je 26. aprila v imenu KPS sklical ustanovni sestanek Osvobodilne fronte (takrat uradno poimenovane Protiimperialistična fronta). Po napadu Tretjega rajha na Stalinovo Sovjetsko zvezo se je organizacija preimenovala v Osvobodilno fronto slovenskega naroda, Kidrič pa je v njej zavzel eno ključnih funkcij in kmalu postal njen de facto vodja (od aprila 1943 formalno politični sekretar IO OF, kar je ostal do odhoda v Beograd 1946; na 2. kongresu OF 1948 pa je bil izvoljen za enega izmed štirih podpredsednikov). 
V teku vojne je postal junija 1941 prvič, nato pa še 4-krat politični komisar glavnega poveljstva slovenskih partizanskih čet. Maja 1942 je z ostalim partizanskim vodstvom odšel na Dolenjsko, kjer je usmerjal razvoj "ljudske oblasti" in kritiziral negativne pojave na terenu, vendar na zasedanju  Vrhovnega plenuma OF novembra 1942 ostro nastopil proti vaškim stražam, ki so sodelovale z okupatorjem.  
Kidrič se je kot del najožjega vodstva slovenske KPS zavzemal za popolno podreditev vseh ostalih pridruženih skupin (krčanskih socialistov, liberalcev in Sokolov) Komunistični partiji Slovenije. V začetku leta 1943 je bil v Polhograjskem hribovju skupaj z E. Kardeljem eden od avtorjev t.i. Dolomitske izjave, s katero si je KP tudi formalno zagotovila vodilno vlogo v OF. Iz nekaterih dokumentov takratnega časa, na katerih je njegov podpis, izhaja, da je bil glavni cilj komunistov znotraj OF izvedba revolucije po sovjetskem vzoru. Zato so aktivisti oz. pripadniki VOS pod njegovim vodstvom izvajali t. i. likvidacije oz. atentate na predvojne politike, duhovnike, podjetnike, protikomunistično usmerjene intelektualce in študente ter celo nekatere sodelavce OF, pa tudi usmrtitve narodnih izdajalcev in okupatorjevih sodelavcev.
Oktobra 1943 se je udeležil Zbora odposlancev slovenskega naroda v Kočevju, kjer je postal član Predsedstva SNOO (oz. SNOS v Črnomlju naslednje leto, 1944) in bil vodja slovenske delegacije na drugem zasedanju AVNOJ-a v Jajcu novembra 1943, kjer je bil izvoljen v tudi njegovo predsedstvo. Sredi leta 1944 je bil s strani vrhovenga poveljnika J. Broza -Tita za kratek čas suspendiran, ker naj bi se zavzemal za preveliko avtonomijo slovenske vojske, ki je takrat dosegla največjo stopnjo med NOB. Jeseni 1944 je napisal poročilo za Moskvo "Kratek obris razvoja Osvobodilne fronte in sedanja politična situacija v Sloveniji."  Ob koncu 2. svetovne vojne maja 1945 je Slovenski narodnoosvobodilni svet imenoval Kidriča za prvega predsednika vlade Federalne Slovenije (kasneje Ljudske republike Slovenije). To funkcijo, ki jo je prevzel 5. maja 1945 v Ajdovščini, je opravljal dobro leto, do 1. junija 1946. Kidrič je predsedoval slovenski vladi ravno v času povojnih pobojev domobrancev in množičnega izgona štajerskih in kočevskih Nemcev s Slovenskega. Znano je, da je v svojem javnem govoru v Mariboru junija 1945 zahteval izgon nemško govorečega prebivalstva, in to "brez odvečne sentimentalnosti".
Naselje Strnišče (Šterntal), kjer se je nahajalo osrednje zbirno taborišče za pregon štajerskih in kočevskih Nemcev, je bilo kasneje po njem preimenovano v Kidričevo. Na 1. kongresu OF 1945 je dopolnil program OF z ekonomskimi in socialnimi cilji graditve socialistične družbe. Decembra 1945 je bil imenovan tudi za političnega sekretarja CK KPS, kar pa je ostal le pol leta, do odhoda v Beograd.

### Povojno obdobje
Po letu 1946 je Kidrič opravljal funkcijo jugoslovanskega ministra za industrijo, kasneje pa postal predsednik planske komisije oz. zveznega gospodarskega sveta pri vladi FLRJ. Bil je odgovoren za izvedbo "1. petletnega plana". V ekonomski politiki se je zgledoval po stalinističnih načelih, ki so bila tradicionalnemu gospodarstvu slovenskega in jugoslovanskega prostora tuja. Zavzemal se je za čimprejšnjo industrializacijo dežele, izgradnjo velikih tovarn, energetskih objektov, nacionalizacijo zasebnih podjetij in kolektivizacijo kmetijstva ter razvoj znanosti in izgradnjo znanstvenih inštitutov. Prebivalstvo pa je zaradi hudega pomanjkanja osnovnih dobrin - hrane, blaga in obleke bilo tako še leta po vojni odvisno od pomoči, ki so jo pošiljali zahodni zavezniki (UNRRA).
1948 je bil na 5.kongresu KPJ izvoljen v 9-članski politbiro CK KPJ (de facto član že od 1946), na 6. kongresu 1952 pa v (takrat 6-članski) sekretariat IK CK ZKJ (najožje jugoslovansko politično vodstvo).  
Po vojni je bil proglašen za narodnega heroja in kot eden prvih (1.Slovenec) za junaka socialističnega dela (1950); imel je tudi čin rezervnega generalpodpolkovnika.  
Redni član SAZU je postal decembra 1949. Po njem so bile imenovane najvišje slovenske znanstvene nagrade (Sklad Borisa Kidriča), več inštitutov in ustanov, pa tudi mesto (naselje) Kidričevo. 

### Smrt in pogreb
Septembra 1952 so Kidriču zdravniki diagnosticirali levkemijo, njegov osebni zdravnik pa se je z britanskimi zdravniki posvetil o zdravljenju. Njegovo zdravje se je do jeseni istega leta tako poslabšalo, da je bil 10. novembra sprejet v beograjsko bolnišnico, kjer je preživel svojih zadnjih 6 mesecev življenja. Umrl je 11. aprila 1953 zvečer, en dan po svojem 41. rojstnem dnevu. 
Kidričev pogreb je bil 14. aprila 1953 v Ljubljani. Pokopali so ga v ljubljanski grobnici narodnih herojev.

## Zasebno življenje
Poročen je bil z Zdenko Kidrič. Njegov oče je bil slovenski literarni zgodovinar in znanstvenik France Kidrič.

## Obeležja
Po njem so bili poimenovani vojašnica Boris Kidrič v Šentvidu pri Ljubljani, Kemijski inštitut, Ekonomska fakulteta v Ljubljani ter Sklad Borisa Kidriča. Za časa SFRJ se je po Kidriču imenovala državna nagrada za širjenje tehnične kulture. Naselje Strnišče se po njem še danes imenuje Kidričevo. Leta 1959 so na trgu pred stavbo slovenske vlade postavili masiven Kidričev spomenik, ki še danes stoji, navkljub protestom žrtev komunističnega režima.

## Odlikovanja
- red narodnega heroja
- red ljudske osvoboditve
- red Kutuzova II. stopnje (ZSSR)
- red republike (Madžarska)
- red ljudske svobode (Bolgarija)
- partizanski križ (Poljska)
- partizanska spomenica 1941
- red junaka socialističnega dela